# Leva rekurzija

## Definicija
„Gramatika je levo rekurzivna ako sadrži neterminal A, takav da se iz njega može izvesti rečenična forma koja počinje tim simbolom.”

#### Neposredna leva rekurzija
Neposredna leva rekuzija se javlja u pravilima oblika 
{\displaystyle A\rightarrow A\alpha \,|\,\beta }
Gde su α i β rečenične forme i β ne počinje simbolom A.
Primer : 
Pravilo 
{\displaystyle Expr\rightarrow Expr\,+\,Term}
sadrži neposrednu levu rekurziju. Analizator rekurzivnim spustom bi izgledao na primer ovako :
-{function Expr() {  
    Expr();  match('+');  Term(); 
}}-
i analizator bi upao u beskonačnu rekurziju kada bi pokušao da analizira gramatiku koja sadrži ovo pravilo.

#### Posredna leva rekurzija
Posredna leva rekurzija u najjednostavnijem obliku mogla bi se definisati sledećim pravilima:
{\displaystyle A\rightarrow B\alpha \,|\,C}
{\displaystyle B\rightarrow A\beta \,|\,D}
Iz kojih bi se moglo dobiti izvođenje: {\displaystyle A\Rightarrow B\alpha \Rightarrow A\beta \alpha \Rightarrow ...}
Uopšteno govoreći, za neterminale {\displaystyle A_{0},A_{1},...,A_{n}}, posredna leva rekurzija može se definisati postojanjem forme:
{\displaystyle A_{0}\rightarrow A_{1}\alpha _{1}\,|...}
{\displaystyle A_{1}\rightarrow A_{2}\alpha _{2}\,|...}
{\displaystyle ...}
{\displaystyle A_{n}\rightarrow A_{0}\alpha _{(n+1)}\,|...}
Gde su {\displaystyle \alpha _{1},\alpha _{2},...,\alpha _{n}} rečenične forme.

## Eliminacija leve rekurzije

#### Eliminacija neposredne leve rekurzije
Sledi algoritam uklanjanja neposredne leve rekurzije. Postignuto je nekoliko unapređenja ovog metoda, uključujući i ona opisana u članku "Removing Left Recursion from Context-Free Grammars", koji je napisao Robert C. Moore.
Za svako pravilo oblika
{\displaystyle A\rightarrow A\alpha _{1}\,|\,...\,|\,A\alpha _{n}\,|\,\beta _{1}\,|\,...\,|\,\beta _{m}}
Gde važi:
- Neterminal A poseduje levu rekurziju
- {\displaystyle \alpha _{i}} je neprazna rečenična forma ({\displaystyle \alpha _{i}\neq \epsilon })
- {\displaystyle \beta _{i}} je rečenična forma koja ne počinje simbolom A.

Zamenimo A-pravilo pravilom:
{\displaystyle A\rightarrow \beta _{1}A^{\prime }\,|\,...\,|\,\beta _{m}A^{\prime }}
Gde je A’ novi neterminal za koji važi:
{\displaystyle A^{\prime }\rightarrow \epsilon \,|\,\alpha _{1}A^{\prime }\,|\,...\,|\,\alpha _{n}A^{\prime }}
Novodobijeni simbol se često naziva „rep” ili „ostatak”.

#### Eliminacija posredne leve rekurzije
Ako je gramatika svojstvena, tj. ε-slobodna (bez pravila oblika {\displaystyle A\rightarrow ...|\epsilon |...}) i bez jednostukih pravila (ni za jedan neterminal A ne postoji izvođenje oblika {\displaystyle A\Rightarrow ...\Rightarrow A} ), ovo je opšti algoritam koji se može primeniti za uklanjnje posredne leve rekurzije:
Prethodno među neterminalima uspostavimo neki (bilo kakav) poredak {\displaystyle A_{1}}, ... {\displaystyle A_{n}}.
 {
 {
- ako su {\displaystyle A_{j}} pravila

{\displaystyle A_{j}\rightarrow \delta _{1}|...|\delta _{k}}
- svako pravilo oblika {\displaystyle A_{i}\rightarrow A_{j}\gamma } zamenimo sa

{\displaystyle A_{i}\rightarrow \delta _{1}\gamma |...|\delta _{k}\gamma }
}
- eliminišemo neposrednu levu rekurziju za {\displaystyle A_{i}}

}

## Primer
Posmatrajmo gramatiku aritmetičkih izraza:
{\displaystyle Expr\rightarrow Expr\,+\,Term\,|\,Term}
{\displaystyle Term\rightarrow Term\,*\,Factor\,|\,Factor}
{\displaystyle Factor\rightarrow (Expr)\,|\,Broj}
Expr i Term su levo rekurzivna. Uvedimo nove pomoćne simbole Expr’ i Term’. Primena navedenog postupka daje sledeću gramatiku bez levo rekurzivnih pravila:
{\displaystyle Expr\rightarrow Term\ Expr'}
{\displaystyle Expr'\rightarrow {}+Term\ Expr'\,|\,\epsilon }
{\displaystyle Term\rightarrow Factor\ Term'}
{\displaystyle Term'\rightarrow {}*Factor\ Term'\,|\,\epsilon }
{\displaystyle Factor\rightarrow (Expr)\,|\,Broj}

## Beleške
1. ↑  [http://www.cs.may.ie/~jpower/Courses/parsing/parsing.pdf#search='indirect%20left%20recursion'
2. ↑  [http://research.microsoft.com/users/bobmoore/naacl2k-proc-rev.pdf